# Peter von Danzig (bateau)
Pour les articles homonymes, voir Peter von Danzig.

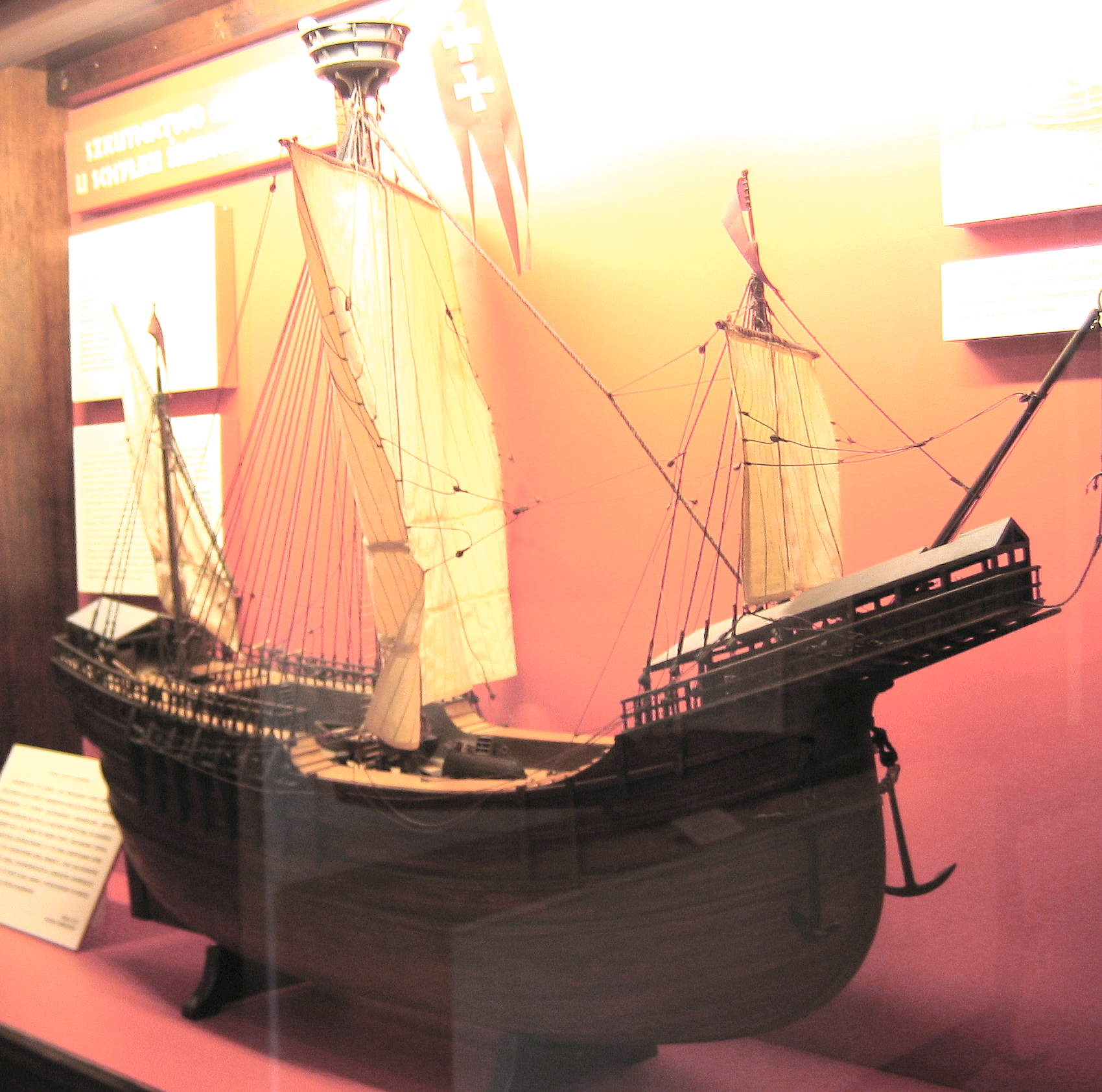
Peter von Danzig (1462)

Le Peter von Danzig était un bateau du XVe siècle appartenant à la ligue hanséatique, construit en France et dont le nom original était Pierre de la Rochelle ou Peter van Rosseel. Il a été le plus large navire avec un bordage à carvel de la mer Baltique.
En provenance de France, il transporta du sel jusqu'à Danzig en 1462 après avoir été endommagé par une tempête. Le navire resta endommagé à quai dans le port de Danzig jusqu'à la mort du propriétaire. Lorsque la ligue hanséatique déclara la guerre à l'Angleterre, le bateau fut réparé et saisi pour participer à la guerre. Entre 1472 et 1473, le Peter von Danzig, sous le commandement du capitaine Paul Beneke, traqua les navires marchands anglais grâce à une lettre de marque et assurera la protection des convois de la Hanse. Après le traité d’Utrecht de 1474 qui mit fin à la guerre anglo-hanséatique, le navire servit au transport de marchandises jusqu'à la fin des années 1470.